# Handball-Verband Rheinhessen
Der Handball-Verband Rheinhessen (HVR) mit Sitz in Mainz ist ein Landesverband innerhalb des Deutschen Handballbundes (DHB). Bis zur Auflösung des Südwestdeutschen Handball-Verbandes 2011 war er diesem organisatorisch unterstellt.

## Organisation
Der Verband besteht aus rund 40 Mitgliedsvereinen mit etwa 10.000 Sportlern. Das Verbandsgebiet des HVR ist die Region Rheinhessen und Teile des Nahelandes.
Der Spielbetrieb ist nicht in verschiedene Bezirke oder Kreise unterteilt. Der gesamte Spielbetrieb bis zur untersten Spielklasse wird allein vom HVR betreut. Die höchsten Spielklassen des HVR sind die Rheinhessenligen. Der jeweilige Meister steigt nach der Qualifikation in die Oberliga Rheinland-Pfalz/Saar auf. Diese Liga wird betrieben von den Regionalverbänden Handballverband Rheinland, Pfälzer Handball-Verband, Handball-Verband Saar und dem HVR.

## Die Geschichte des Verbandes

### Verbandsgebiet Rheinhessen
Rheinhessen entstand unter diesem Namen nach 1815, als die vorher politisch stark zersplitterte Region erstmals vereinigt und dem Großherzogtum Hessen zugeschlagen wurde. Durch die Grenzziehung zwischen französischer und amerikanischer Besatzungszone wurde es nach dem Zweiten Weltkrieg von Hessen getrennt und war ab 1947 einer von fünf Regierungsbezirken des neugeschaffenen Bundeslandes Rheinland-Pfalz. Er umfasste die kreisfreien Städte Mainz und Worms sowie die zwei Landkreise Alzey-Worms und Mainz-Bingen.

### Gründung 1949 bis heute
Der HVR wurde 1949 in Alzey gegründet. Im Jahre 2001 wurden die gemeinsamen Oberligen RPS der Landesverbände Rheinhessen, Pfalz und Saar eingeführt.

## Die Ligen des HVR

### Aktive

#### Männer
- Rheinhessenliga (RHL)
- Verbandsliga (VL)
- Kreisliga (KL)
- A-Klasse (AK)
- B-Klasse (BK)

#### Frauen
- Rheinhessenliga (RHL)
- Verbandsliga (VL)
- Kreisliga (KL)
- A-Klasse (AK)

### Jugend

#### Männliche Jugend
- Rheinhessenliga (RHL)
- Kreisklasse Staffel 1 (KK-1)
- Kreisklasse Staffel 2 (KK-2)
- Minis

#### Weibliche Jugend
- Rheinhessenliga (RHL)
- Kreisklasse Staffel 1 (KK-1)
- Kreisklasse Staffel 2 (KK-2)
- Minis

## Vereine
- HSV Alzey
- TV 1846 Alzey
- DJK GW Büdesheim
- TV Bodenheim
- DJK SF Budenheim
- HSG Rhein-Nahe Bingen
- HSC Ingelheim
- HV Weisenau
- TuS Kirn
- 1. FSV Mainz 05
- TSV Schott Mainz
- Mainzer TV v 1817
- SG TSG/DJK Bretzenheim
- HC Gonsenheim
- SC Lerchenberg
- TV Nieder-Olm
- SSV Meisenheim
- RW Oberheimbach
- TV Nierstein
- TG Osthofen
- TSG Ober-Hilbersheim
- HSV Sobernheim
- SG Saulheim
- HSG Worms
- TuS Wörrstadt
- HSG Zotzenheim/St. Johann/Sprendlingen

(Quelle:)

## Schiedsrichter
DHB-Schiedsrichter Denis Regner (TV Nieder-Olm) und Julian Köppl (DJK GW Büdesheim) haben bereits mehr als 180 gemeinsame DHB-Einsätze.